# Нью-Гоуп (Вісконсин)
Нью-Гоуп (англ. New Hope) — місто (англ. town) в США, в окрузі Портедж штату Вісконсин. Населення — 711 особа (2020).

## Демографія
Згідно з переписом 2010 року, у місті мешкало 718 осіб у 297 домогосподарствах у складі 212 родин. Було 355 помешкань
Расовий склад населення:
| - 97,1 % — білих - 0,3 % — чорних або афроамериканців - 0,3 % — азіатів - 0,1 % — корінних американців - 1,1 % — осіб інших рас |

До двох чи більше рас належало 1,1 %. Частка іспаномовних становила 2,5 % від усіх жителів.
За віковим діапазоном населення розподілялося таким чином: 18,9 % — особи молодші 18 років, 64,4 % — особи у віці 18—64 років, 16,7 % — особи у віці 65 років та старші. Медіана віку мешканця становила 48,6 року. На 100 осіб жіночої статі у місті припадало 109,3 чоловіків;  на 100 жінок у віці від 18 років та старших — 105,7 чоловіків також старших 18 років.
Середній дохід на одне домашнє господарство  становив 107 795 доларів США (медіана — 69 688), а середній дохід на одну сім'ю — 122 343 долари (медіана — 92 188). Медіана доходів становила 44 779 доларів для чоловіків та 52 625 доларів для жінок. За межею бідності перебувало 3,3 % осіб, у тому числі 0,0 % дітей у віці до 18 років та 17,1 % осіб у віці 65 років та старших.
Цивільне працевлаштоване населення становило 406 осіб. Основні галузі зайнятості: освіта, охорона здоров'я та соціальна допомога — 22,9 %, виробництво — 14,5 %, сільське господарство, лісництво, риболовля — 10,6 %, роздрібна торгівля — 9,1 %.